# Seoul Dynasty
Seoul Dynasty ist ein koreanisches, professionelles Overwatch-Esports-Team mit Sitz in Seoul, Südkorea, das derzeit in der Eröffnungssaison der Overwatch League (OWL) antritt. Seoul Dynasty ist eines von zwölf Gründungsmitgliedern der OWL und war die sechste Franchise, deren Markenauftritt offiziell von Activision Blizzard bekannt gegeben wurde. Das Team und die Seoul Franchise für die OWL sind Eigentum von KSV Esports, einem von Kevin Chou ins Leben gerufenen Unternehmen.

## Geschichte
Seoul war einer der ersten sieben Standorte, die am 12. Juli 2017 unter dem Dach von Kabam-Mitbegründer Kevin Chou in der Overwatch-Liga (OWL) von Blizzard Entertainment vertreten waren. Das Team kündigte am 22. August 2017 den Erwerb der Spieler und des Trainerstabes des südkoreanischen Overwatch-Teams Lunatic-Hai an und wurde damit zum ersten OWL-Team, das Spieler öffentlich in seine Liste aufgenommen hat. Am 13. September dieses Jahres unterzeichnete das Team Kim „nuGget“ Yo-han vom südkoreanischen eSports Team MVP in einer Trainerposition für das Team. Am 22. Oktober unterzeichneten sie drei weitere Spieler in ihrem Kader, Jae-mo „xepheR“ Koo, Sang-beom „Munchkin“ Byeon und Byung-sun „Fleta“ Kim, aus dem amerikanischen Esport Team Cloud9, dem europäischen Esport Team Laser Kittenz, und das südkoreanische eSport-Team Flash Lux.
Am 26. Oktober 2017 enthüllte die OWL den Namen der Franchise, die Seoul-Dynastie. Einen Tag später wurde in einem Roster Preview-Video des Teams bekannt, dass Seok-woo „Wekeed“ Choi dem Team beigetreten war. Am 4. November 2017, nach der Veröffentlichung von Details über die Eröffnungssaison der OWL auf der BlizzCon, wurden Joon-hyuk „Bunny“ Chae und Dae-kuk „KuKi“ Kim von den südkoreanischen Esports-Teams Lunatic-Hai und MVP Space enthüllt als die letzten zwei Mitglieder der Seoul-Dynastie für die Eröffnungssaison der OWL.

### Eröffnungssaison (2017-Gegenwart)
Die Seoul-Dynastie galt als Favorit in der ersten Saison des OWL-Spiels. In der Vorsaison der Liga belegte das Team den ersten Platz unter den elf teilnehmenden Mannschaften und gewann alle drei Spiele. Das Team erzielte Siege gegen die Shanghai Dragons, die Houston Outlaws und den New York Excelsior und festigte ihre Position als Favoriten, um die erste Saison zu gewinnen.

## Branding
Da die Overwatch League die Verwendung separater OWL-spezifischer und geolokalisierter Marken für teilnehmende Organisationen erforderte, ist das Branding der Seoul-Dynastie völlig unabhängig von ihrer Mutterorganisation KSV Esports.  Am 26. Oktober 2017 wurde neben der Enthüllung des Team-Namens auch das Branding der Organisation vorgestellt.

### Name
Kevin Chou, Besitzer des Teams durch seine Unternehmung KSV Esports, erklärte, dass sie sich für den Namen des Teams entschieden hatten, weil er den vorherigen Erfolg in der Turnierserie Overwatch APEX widerspiegelte und zwei Titel gewann sowie die historische Bedeutung von Seoul. Korea als Sitz der Joseon-Dynastie. In Bezug auf andere Namen, die für die Organisation diskutiert wurden, sagte Kevin Chou: „Wir haben einige sehr koreanische Namen wie Haechi und einige allgemeinere Namen wie Tiger berücksichtigt, aber letztendlich haben wir uns für die Dynastie entschieden, die alle symbolisiert wir wollten repräsentieren und dabei auch universell ansprechen. Die Spieler waren am ganzen Prozess beteiligt und sie waren sehr zufrieden damit, wie alles herauskam – der Name, die Farben, das Logo, die Bedeutung.“

### Logo
Das Logo für die Seoul-Dynastie zeigt einen Tiger in den Farben des Teams. Auf der Stirn des Tigers ist eine stilisierte Version des koreanischen Zeichens '王' ('wáng'), was König bedeutet, in Bezug auf den Namen des Teams, die Wettbewerbsgeschichte und die Bedeutung der Stadt, die sie repräsentieren, Seoul, in der koreanischen Geschichte.

### Farben
Die offiziellen Teamfarben sind Schwarz, Gold und Weiß. Die Goldfarbe soll das Thema der Lizenzgebühren in den früheren Erfolgen der Marke und des Kern-Rosters im kompetitiven Overwatch hervorheben.

## Roster

### Spieler
| Nr. | Alias      | Name           | Nationalität | Position |
| --- | ---------- | -------------- | ------------ | -------- |
| 11  | Marve1     | Minseo Hwang   | Südkorea     | Tank     |
| 1   | FITS       | Dongeon Kim    | Südkorea     | DPS      |
| 13  | Profit     | Junyoung Park  | Südkorea     | DPS      |
| 7   | Gesture    | Jaehui Hong    | Südkorea     | Tank     |
| 20  | Creative   | Youngwan Kim   | Südkorea     | Support  |
| 6   | Toyou      | Hyunwoo Lim    | Südkorea     | Tank     |
| 56  | Saebyeolbe | Jongryeol Park | Südkorea     | DPS      |
| 2   | Anamo      | Taesung Jung   | Südkorea     | Support  |

Quelle:
Stand: 23. Januar 2021

### Mitarbeiter
| Organization | Organization | Organization  | Organization   | Organization              | Organization |
|              |              | ID            | Name           | Position                  | Join Date    |
| ------------ | ------------ | ------------- | -------------- | ------------------------- | ------------ |
|              |              | Kevin Chou    | Kevin Chou     | Owner & Chairman          | 2017-07-12   |
|              |              | Kent Wakeford | Kent Wakeford  | Co-Founder & Board Member | 2017-07-12   |
|              |              | Arnold Hur    | Arnold Hur     | Chief Growth Officer      | 2017-10-01   |
|              |              | Changgoon     | Changgeun Park | Head Coach                | 2018-08-28   |
|              |              | MMA           | Seong-won Mun  | Assistant Coach           | 2019-10-29   |
|              |              | Bongwoori     | Bonggu Lee     | Assistant Coach           | 2019-12-16   |
|              |              | RacoonPanda   | Yijun Kim      | Analyst                   | 2019-06-20   |
|              |              | Dorong        | Doyun Kwon     | Data Analyst              | 2019-12-16   |

Quelle:
Stand: 23. Januar 2021